# ブラディミール・ゲレーロ
ブラディミール・ゲレーロ・アルビーノ（Vladimir Guerrero Alvino, 1975年2月9日 - ）は、ドミニカ共和国ペラビア州ニサオ出身の元プロ野球選手（外野手）。右投右打。愛称は"ブラッド"("Vlad")、又は"ブラッド・ザ・インペーラー"("Vlad the Impaler")。同名の息子が有力選手となって以降は、息子との区別のためブラディミール・ゲレーロ・シニア、愛称としてはブラッディ・シニアなども見られる。
現役時代は主にモントリオール・エクスポズ、ロサンゼルス・エンゼルス・オブ・アナハイムで活躍して、2004年にはアメリカンリーグのMVPに輝いた。2018年、ドミニカ共和国出身の野手として史上初めて、アメリカ野球殿堂入りを果たした。
兄のウィルトン・ゲレーロも元メジャーリーガーで、エクスポズ時代には4年間一緒にプレーしている。甥はこちらもメジャーリーガーのガブリエル・ゲレーロ。息子のブラディミール・ゲレーロ・ジュニアはトロント・ブルージェイズに所属している。

## 経歴

### プロ入りとエクスポズ時代
16歳の時にロサンゼルス・ドジャースのドミニカアカデミーのテストを8週間受けたが不合格で、その後テキサス・レンジャーズのテストも不合格だった。しかし、モントリオール・エクスポズはゲレーロの強肩やスピードに魅力を感じ、1993年3月1日にドラフト外で入団。
1995年、1996年と2年連続で球団マイナー最優秀選手に選出された。
1996年はA+級ウェストパームビーチ・エクスポズとAA級ハリスバーグ・セネターズでプレーし、AA級ハリスバーグでは打率.360、19本塁打、78打点の成績で、イースタンリーグ最優秀新人選手に選出された。9月19日のアトランタ・ブレーブス戦においてメジャーデビュー。
1997年は開幕を故障者リスト入りで迎えるなど計3回も故障者リストに入ってしまった。90試合にしか出場できなかったが、打率.302、11本塁打、40打点を記録し、新人王投票では6位に入った。
1998年にメジャーに定着し、7月には打率.385、11本塁打、27打点を記録し、プレイヤー・オブ・ザ・マンスを受賞した。159試合に出場し、球団新記録の38本塁打を放ち、球団史上最年少で30本塁打・200本安打・MVPの投票では13位に入り、オフに財政難のエクスポズにとって異例の5年総額2800万ドルで契約延長。
1999年、前年より打率こそ落としたものの、初めてオールスターに出場し、7月27日から8月26日にかけて球団新記録となる31試合連続安打を達成し。球団記録を更新する42本塁打、131打点を記録。打撃二部門で自己最高の記録を残し、初のシルバースラッガー賞を受賞。
2000年、自己最多の44本塁打を記録し、2001年には34本塁打37盗塁を記録し、球団史上初めて30本塁打、30盗塁を達成。2002年は7月20日に1000本安打を達成し、8月9日に200本塁打を達成。9月4日にはティム・レインズのシーズン最多敬遠球団記録（26回、1986年）を更新するシーズン27回目の敬遠を記録し、32まで記録を伸ばした。リーグ最多、球団新記録となる206安打を記録し、39本塁打40盗塁と1本塁打足りず40-40クラブ入りを逃したものの2年連続でトリプルスリーを達成。
契約最終年となった2003年は故障の影響でわずか112試合の出場に留まった。シーズン終了後FAとなった。

### エンゼルス時代
2004年1月14日、5年総額7,000万ドルでアナハイム・エンゼルスへ移籍した。英語が話せないため、入団会見の際にはエンゼルスオーナーのアルトゥーロ・モレノが臨時で通訳を行った。
2004年は2000年から2002年までの間に残した3年間の平均成績を上回る打率.337、39本塁打、126打点を記録。また、リーグ1位、球団新記録となる124得点を記録し、2000年にダリン・アースタッドが記録したシーズン最多塁打記録に並ぶ366塁打を記録。シーズン終盤の9月・10月には打率.363、11本塁打、25打点を記録し、月間MVPに選出され、オークランド・アスレチックスを破り、チーム18年ぶりの地区優勝の原動力となった（ワールドチャンピオンの2002年はワイルドカード）。シーズン終了後にMVPに選出された。ゲレーロにとって初のプレーオフとなったが、ボストン・レッドソックスとのディビジョンシリーズでは打率.167と不調で、チームも1勝もできず敗退。
2005年は5月20日から6月10日までを故障で欠場したが、6月の月間打率球団新記録となる打率.443を記録し、9月2日には300本塁打を達成。
2006年は膝を痛めた影響で外野手としてはリーグ最多の11失策を記録するなど守備で精彩を欠き、指名打者として出場することが増えた。
2007年、MLBホームランダービーに7年ぶりに出場し、アルバート・プホルス、ライアン・ハワードといった強打者を抑え、見事初優勝を飾った。
デビュー年を除き打率3割を下回ったことがなかったが、2008年は6月6日時点で打率.254。ゲレーロはスランプ状態と認め、6月1日には三塁に滑り込んだ際に右ひざを負傷し、3試合を欠場。前年まで4年連続で先発出場していたオールスターに選出されずにいた。7月29日にマーク・テシェイラが加入し、マイク・ソーシア監督はテシェーラを「攻撃の基点を作ることがうまく、前後の打者は打ちやすい」と絶賛し、前半戦.286だった打率は後半戦は.330と復調。ルー・ゲーリッグに並ぶ11年連続3割25本塁打を達成し、球団はシーズン終了後の10月28日に1,550万ドルのオプションを行使。しかし、膝の手術のため第二回WBCドミニカ共和国代表の辞退が決まった。
2009年は怪我の影響もあり、11年継続してきた3割25本塁打が途絶えたばかりか、メジャー定着後最低の成績に終わった。出場100試合のほとんどが指名打者としてであり、高額年俸や守備への不安から、翌年以降の新契約は難航すると見られていた。

### レンジャーズ時代
2010年1月9日にテキサス・レンジャーズ入団が決定した。背番号はロサンゼルス・エンゼルス時代と同じ「27」に決定。

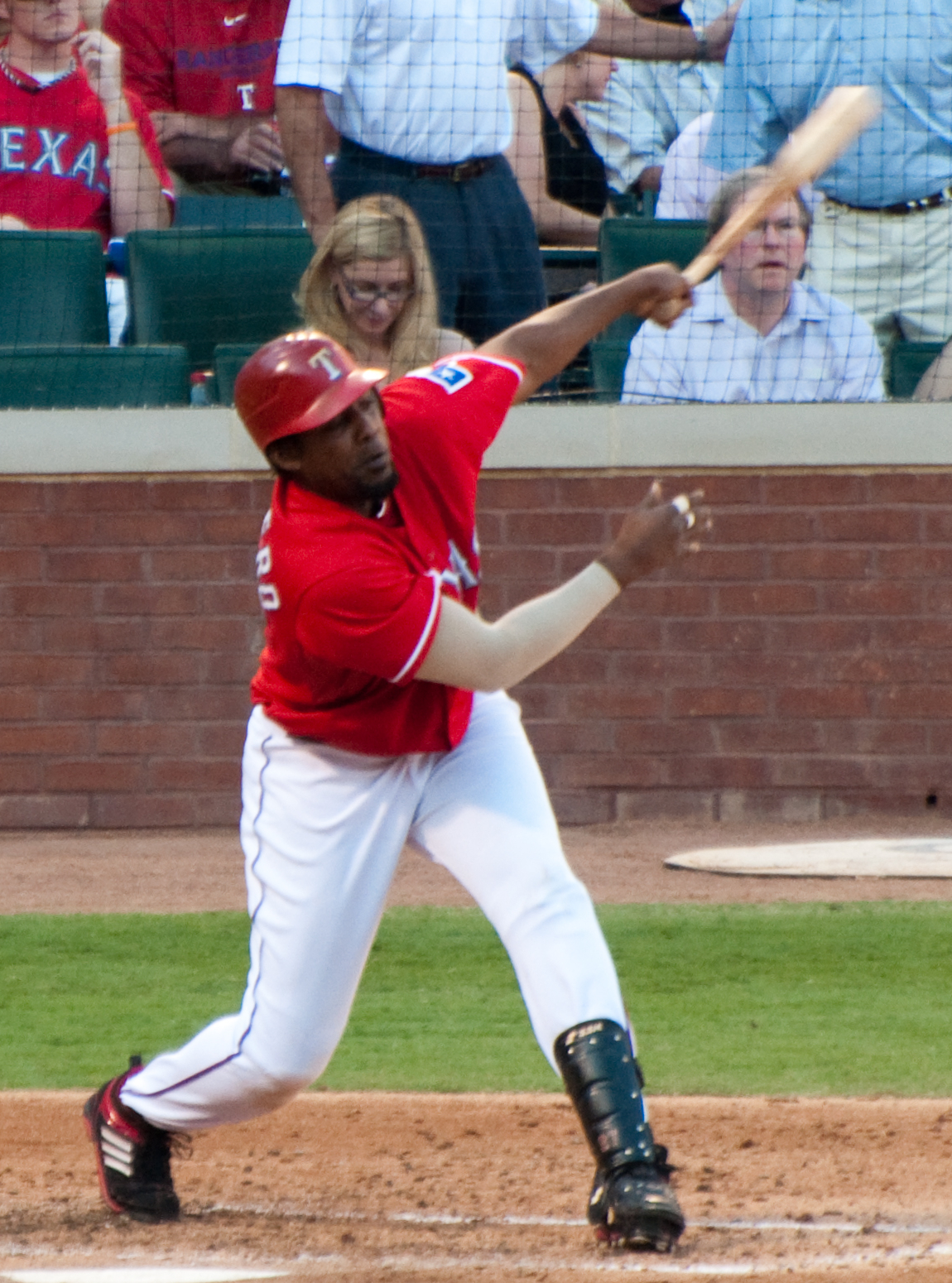
テキサス・レンジャーズ時代
（2010年10月9日）

レギュラーシーズンでは、1年間故障者リストに入ることなく、2年ぶりの3割、3年ぶりの100打点を記録した。チームのリーグ優勝に貢献し、指名打者としてシルバースラッガー賞を受賞した。

### オリオールズ時代

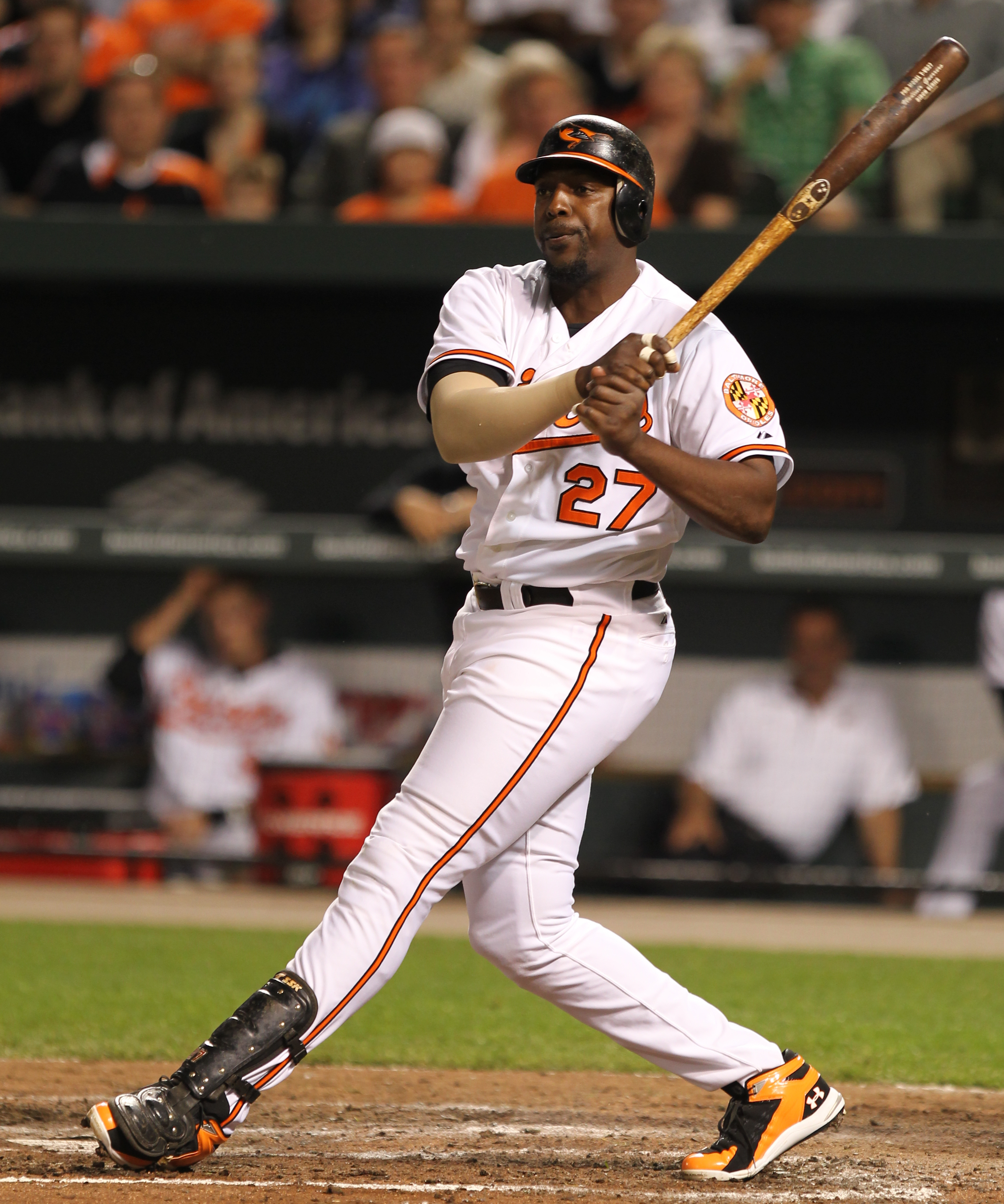
ボルチモア・オリオールズ時代
(2011年5月10日)

2011年2月18日にFAでボルチモア・オリオールズに移籍した。同年に通算2587安打目を放ち、ドミニカ共和国出身選手ではフリオ・フランコを抜いて歴代1位（当時）の安打数を記録した（2017年8月1日現在ではエイドリアン・ベルトレに次いで歴代2位）。オフにFAになった。

### ブルージェイズ傘下時代
2012年は、開幕をFAで迎えた。5月10日にトロント・ブルージェイズとマイナー契約を結んだ。5月27日にA+級ダニーデン・ブルージェイズの試合に出場し本塁打を放った。その後、AAAのラスベガス・フィフティワンズに昇格した。6月12日に球団に退団を求め、球団が合意して自由契約となった。

### その後
2012年11月4日に故郷ドミニカ共和国の野球リーグでプレーした。
2013年4月4日にアトランティックリーグのロングアイランド・ダックスと契約を結んだが、同年9月13日に引退を表明した。
2017年にカナダ野球殿堂入りを果たした。エンゼルスの殿堂入りも果たし、8月26日に式典が行われた。
2018年にアメリカ野球殿堂入りを果たした。なお、野球殿堂入りの記念式典では、エンゼルスの帽子を被って出席することを表明した（エンゼルスの選手として野球殿堂入りするのは史上初になる。過去にもノーラン・ライアンなど、エンゼルスの在籍歴のある選手の殿堂入りはあったが、殿堂入り式典では他球団の帽子をかぶっての出席であったため）。

## 選手としての特徴

### 打撃
2000年代のMLBを代表する強打者の1人であり、通算8度のシルバースラッガー賞に輝いた。
非常に珍しい素手でバッターボックスに立つ選手。滑り止めの松脂をヘルメットに塗りつけていた。MLB屈指の「バッドボール・ヒッター（悪球打ち）」で知られ、エンゼルス時代に指導したマイク・ソーシアは「（ゲレーロのストライクゾーンは）鼻からつま先まで」と評している。通常、投手は半分を上回る確率でストライクゾーンへ投げるが、ゲレーロに対しては32%（2007年）しか投げていない。逆方向に流す器用さも有し、早打ちで三振は少ない。

### 走塁
2001年に本塁打34・盗塁37、2002年に本塁打39・盗塁40（いわゆる30-30クラブのメンバー）を記録するなど俊足でもあった。

### 守備
肩は2008年当時に現役最強と言われるほど強く、ライト最深部からサードにノーバウンドで送球することができる。ただややコントロールに難があり、現地では彼の送球が「バズーカ」と呼ばれていた。2004年の失策9個のうち6個は送球エラーによるものである。
打球判断も悪く、打球処理も非常に雑であるため、その強肩を以てしてもゴールドグラブ賞とは無縁だった。特に、エクスポズ時代は、毎年のように2ケタ補殺と2ケタ失策を記録しており、1999年には15補殺ながら、19外野失策を喫している。何でもないイージーフライを落球することもしばしば見られた。
エクスポズの本拠地オリンピック・スタジアムで長年、外野手としてプレーしたが、膝を故障したことで守備に就けなくなってしまった。

## 人物
2012年に写真を公開し、5人の違う女性との間に8人の子供をもうけている。

## 詳細情報

### 年度別打撃成績
| 年 度     | 球 団     | 試 合 | 打 席 | 打 数 | 得 点 | 安 打 | 二 塁 打 | 三 塁 打 | 本 塁 打 | 塁 打 | 打 点 | 盗 塁 | 盗 塁 死 | 犠 打 | 犠 飛 | 四 球 | 敬 遠 | 死 球 | 三 振 | 併 殺 打 | 打 率 | 出 塁 率 | 長 打 率 | O P S |
| --------- | --------- | ----- | ----- | ----- | ----- | ----- | -------- | -------- | -------- | ----- | ----- | ----- | -------- | ----- | ----- | ----- | ----- | ----- | ----- | -------- | ----- | -------- | -------- | ----- |
| 1996      | MON       | 9     | 27    | 27    | 2     | 5     | 0        | 0        | 1        | 8     | 1     | 0     | 0        | 0     | 0     | 0     | 0     | 0     | 3     | 1        | .185  | .185     | .296     | .481  |
| 1997      | MON       | 90    | 354   | 325   | 44    | 98    | 22       | 2        | 11       | 157   | 40    | 3     | 4        | 0     | 3     | 19    | 2     | 7     | 39    | 11       | .302  | .350     | .483     | .833  |
| 1998      | MON       | 159   | 677   | 623   | 108   | 202   | 37       | 7        | 38       | 367   | 109   | 11    | 9        | 0     | 5     | 42    | 13    | 7     | 95    | 15       | .324  | .371     | .589     | .960  |
| 1999      | MON       | 160   | 674   | 610   | 102   | 193   | 37       | 5        | 42       | 366   | 131   | 14    | 7        | 0     | 2     | 55    | 14    | 7     | 62    | 18       | .316  | .378     | .600     | .978  |
| 2000      | MON       | 154   | 641   | 571   | 101   | 197   | 28       | 11       | 44       | 379   | 123   | 9     | 10       | 0     | 4     | 58    | 23    | 8     | 74    | 15       | .345  | .410     | .664     | 1.074 |
| 2001      | MON       | 159   | 671   | 599   | 107   | 184   | 45       | 4        | 34       | 339   | 108   | 37    | 16       | 0     | 3     | 60    | 24    | 9     | 88    | 24       | .307  | .377     | .566     | .943  |
| 2002      | MON       | 161   | 709   | 614   | 106   | 206   | 37       | 2        | 39       | 364   | 111   | 40    | 20       | 0     | 5     | 84    | 32    | 6     | 70    | 20       | .336  | .417     | .593     | 1.010 |
| 2003      | MON       | 112   | 467   | 394   | 71    | 130   | 20       | 3        | 25       | 231   | 79    | 9     | 5        | 0     | 4     | 63    | 22    | 6     | 53    | 18       | .330  | .426     | .586     | 1.012 |
| 2004      | ANA LAA   | 156   | 680   | 612   | 124   | 206   | 39       | 2        | 39       | 366   | 126   | 15    | 3        | 0     | 8     | 52    | 14    | 8     | 74    | 19       | .337  | .391     | .598     | .989  |
| 2005      | ANA LAA   | 141   | 594   | 520   | 95    | 165   | 29       | 2        | 32       | 294   | 108   | 13    | 1        | 0     | 5     | 61    | 26    | 8     | 48    | 17       | .317  | .394     | .565     | .959  |
| 2006      | ANA LAA   | 156   | 665   | 607   | 92    | 200   | 34       | 1        | 33       | 335   | 116   | 15    | 5        | 0     | 4     | 50    | 25    | 4     | 68    | 16       | .329  | .382     | .552     | .934  |
| 2007      | ANA LAA   | 150   | 660   | 574   | 89    | 186   | 45       | 1        | 27       | 314   | 125   | 2     | 3        | 0     | 6     | 71    | 28    | 9     | 62    | 19       | .324  | .403     | .547     | .950  |
| 2008      | ANA LAA   | 143   | 600   | 541   | 85    | 164   | 31       | 3        | 27       | 282   | 91    | 5     | 3        | 0     | 4     | 51    | 16    | 4     | 77    | 27       | .303  | .365     | .521     | .886  |
| 2009      | ANA LAA   | 100   | 407   | 383   | 59    | 113   | 16       | 1        | 15       | 176   | 50    | 2     | 1        | 0     | 1     | 19    | 3     | 4     | 56    | 16       | .295  | .334     | .460     | .794  |
| 2010      | TEX       | 152   | 643   | 593   | 83    | 178   | 27       | 1        | 29       | 294   | 115   | 4     | 5        | 0     | 6     | 35    | 5     | 9     | 60    | 19       | .300  | .345     | .496     | .841  |
| 2011      | BAL       | 145   | 590   | 562   | 60    | 163   | 30       | 1        | 13       | 234   | 63    | 2     | 2        | 0     | 4     | 17    | 3     | 7     | 56    | 23       | .290  | .317     | .416     | .733  |
| MLB：16年 | MLB：16年 | 2217  | 9059  | 8155  | 1328  | 2590  | 477      | 46       | 449      | 4506  | 1496  | 181   | 94       | 0     | 64    | 737   | 250   | 103   | 985   | 277      | .318  | .379     | .553     | .932  |

- 各年度の太字はリーグ最高
- ANA（アナハイム・エンゼルス）は、2005年にLAA（ロサンゼルス・エンゼルス・オブ・アナハイム）に球団名を変更

### 年度別守備成績
| 年 度 | 球 団   | 中堅（CF） | 中堅（CF） | 中堅（CF） | 中堅（CF） | 中堅（CF） | 中堅（CF） | 左翼（LF） | 左翼（LF） | 左翼（LF） | 左翼（LF） | 左翼（LF） | 左翼（LF） | 右翼（RF） | 右翼（RF） | 右翼（RF） | 右翼（RF） | 右翼（RF） | 右翼（RF） |
| 年 度 | 球 団   | 試 合      | 刺 殺      | 補 殺      | 失 策      | 併 殺      | 守 備 率   | 試 合      | 刺 殺      | 補 殺      | 失 策      | 併 殺      | 守 備 率   | 試 合      | 刺 殺      | 補 殺      | 失 策      | 併 殺      | 守 備 率   |
| ----- | ------- | ---------- | ---------- | ---------- | ---------- | ---------- | ---------- | ---------- | ---------- | ---------- | ---------- | ---------- | ---------- | ---------- | ---------- | ---------- | ---------- | ---------- | ---------- |
| 1996  | MON     | 1          | 4          | 0          | 0          | 0          | 1.000      | -          | -          | -          | -          | -          | -          | 7          | 7          | 0          | 0          | 0          | 1.000      |
| 1997  | MON     | 1          | 0          | 0          | 0          | 0          | ----       | -          | -          | -          | -          | -          | -          | 84         | 147        | 10         | 12         | 3          | .929       |
| 1998  | MON     | -          | -          | -          | -          | -          | -          | -          | -          | -          | -          | -          | -          | 157        | 325        | 9          | 17         | 3          | .952       |
| 1999  | MON     | -          | -          | -          | -          | -          | -          | -          | -          | -          | -          | -          | -          | 160        | 332        | 15         | 19         | 3          | .948       |
| 2000  | MON     | -          | -          | -          | -          | -          | -          | -          | -          | -          | -          | -          | -          | 151        | 299        | 12         | 10         | 3          | .969       |
| 2001  | MON     | -          | -          | -          | -          | -          | -          | -          | -          | -          | -          | -          | -          | 158        | 320        | 14         | 12         | 5          | .965       |
| 2002  | MON     | -          | -          | -          | -          | -          | -          | -          | -          | -          | -          | -          | -          | 161        | 298        | 14         | 10         | 4          | .969       |
| 2003  | MON     | -          | -          | -          | -          | -          | -          | -          | -          | -          | -          | -          | -          | 112        | 217        | 10         | 7          | 1          | .970       |
| 2004  | ANA LAA | -          | -          | -          | -          | -          | -          | -          | -          | -          | -          | -          | -          | 143        | 308        | 13         | 9          | 2          | .973       |
| 2005  | ANA LAA | -          | -          | -          | -          | -          | -          | -          | -          | -          | -          | -          | -          | 120        | 242        | 8          | 3          | 2          | .988       |
| 2006  | ANA LAA | -          | -          | -          | -          | -          | -          | -          | -          | -          | -          | -          | -          | 126        | 251        | 7          | 11         | 2          | .959       |
| 2007  | ANA LAA | -          | -          | -          | -          | -          | -          | -          | -          | -          | -          | -          | -          | 108        | 208        | 5          | 9          | 3          | .959       |
| 2008  | ANA LAA | -          | -          | -          | -          | -          | -          | -          | -          | -          | -          | -          | -          | 99         | 180        | 8          | 4          | 1          | .979       |
| 2009  | ANA LAA | -          | -          | -          | -          | -          | -          | -          | -          | -          | -          | -          | -          | 2          | 4          | 0          | 0          | 0          | 1.000      |
| 2010  | TEX     | -          | -          | -          | -          | -          | -          | 1          | 1          | 0          | 0          | 0          | 1.000      | 17         | 27         | 1          | 2          | 0          | .933       |
| MLB   | MLB     | 2          | 4          | 0          | 0          | 0          | 1.000      | 1          | 1          | 0          | 0          | 0          | 1.000      | 1608       | 3169       | 126        | 125        | 32         | .963       |

- 各年度の太字はリーグ最高
- ANA（アナハイム・エンゼルス）は、2005年にLAA（ロサンゼルス・エンゼルス・オブ・アナハイム）に球団名を変更

### 表彰
- シーズンMVP：1回（2004年）
- シルバースラッガー賞：8回
  - 外野手部門：7回（1999年 - 2000年、2002年、2004年 - 2007年）
  - 指名打者部門：1回（2010年）
- エドガー・マルティネス賞：1回（2010年）
- プレイヤー・オブ・ザ・マンス：6回（1998年7月、1999年8月、2000年4月、2002年4月、2003年8月、2004年9月）
- プレイヤー・オブ・ザ・ウィーク：10回（1998年7月20日-26日、1999年8月9日-15日、9月27日-10月3日、2000年4月3日-9日、2001年6月25日-7月1日、2002年4月21日-28日、2003年8月25日-31日、2004年9月27日-10月3日、2005年8月8日-14日、2007年4月2日-8日）
- アメリカ野球殿堂入り (2018)

### 記録
- MLBオールスターゲーム選出：9回（1999年 - 2002年、2004年 - 2007年、2010年）
- 30-30クラブ：2回（2001年 - 2002年）

### 背番号
- 27（1996年 - 2011年）